# Nathalie Nambot
Nathalie Nambot est une réalisatrice française née en 1965.

## Filmographie

### Courts métrages
- 2010 : Ami, entends-tu ?
- 2016 : Salaud d'argent

### Long métrage
- 2016 : Brûle la mer (coréalisateur : Maki Berchache)